# 科氏方頭鯧
科氏方頭鯧為輻鰭魚綱鱸形目鯧亞目圓鯧科的其中一種，分布於印尼、菲律賓、澳洲西北部海域，棲息深度500-725公尺，體長可達12.6公分，棲息在中底層水域，屬肉食性。

## 擴展閱讀
維基物種上的相關：科氏方頭鯧